# Google Public DNS
Google Public DNS è un servizio DNS annunciato il 3 dicembre 2009 e offerto gratuitamente come parte dell'impegno di Google per rendere il web più veloce. Secondo Google, a partire dal 2012 Google Public DNS è il più grande servizio di DNS pubblico in tutto il mondo, gestendo più di 70 miliardi di richieste in una giornata media.

## DNS
Google Public DNS (https://dns.google) fornisce i seguenti indirizzi nameserver per l'uso pubblico, mappati verso la più vicina location dove si trova un operational server attraverso un routing anycast.

### Indirizzi IPv4
- Primario: 8.8.8.8
- Secondario: 8.8.4.4

### Indirizzi IPv6
- Primario: 2001:4860:4860::8888
- Secondario: 2001:4860:4860::8844

## Privacy
Google conserva l'indirizzo IP che ha fatto una richiesta entro 24 e 48 ore. Il dominio richiesto, il fornitore di servizi Internet, la localizzazione, il protocollo di trasporto (TCP, UDP...) e altri dati sono conservati indefinitamente da Google.